# 北方麻栎
北方麻栎（学名：Quercus acutissima var. septentrionalis）为壳斗科栎属下的一个变种。

## 扩展阅读
- 維基物種上的相關：北方麻栎